# Arboretum du col du Haut-Jacques
El Arboretum du col du Haut-Jacques (en francés: Arboretum du col du Haut-Jacques) es un arboreto de 3 hectáreas de extensión, que se encuentra en el Col de Haut Jacques al noreste de la comunidad de Bruyères, Francia.

## Localización

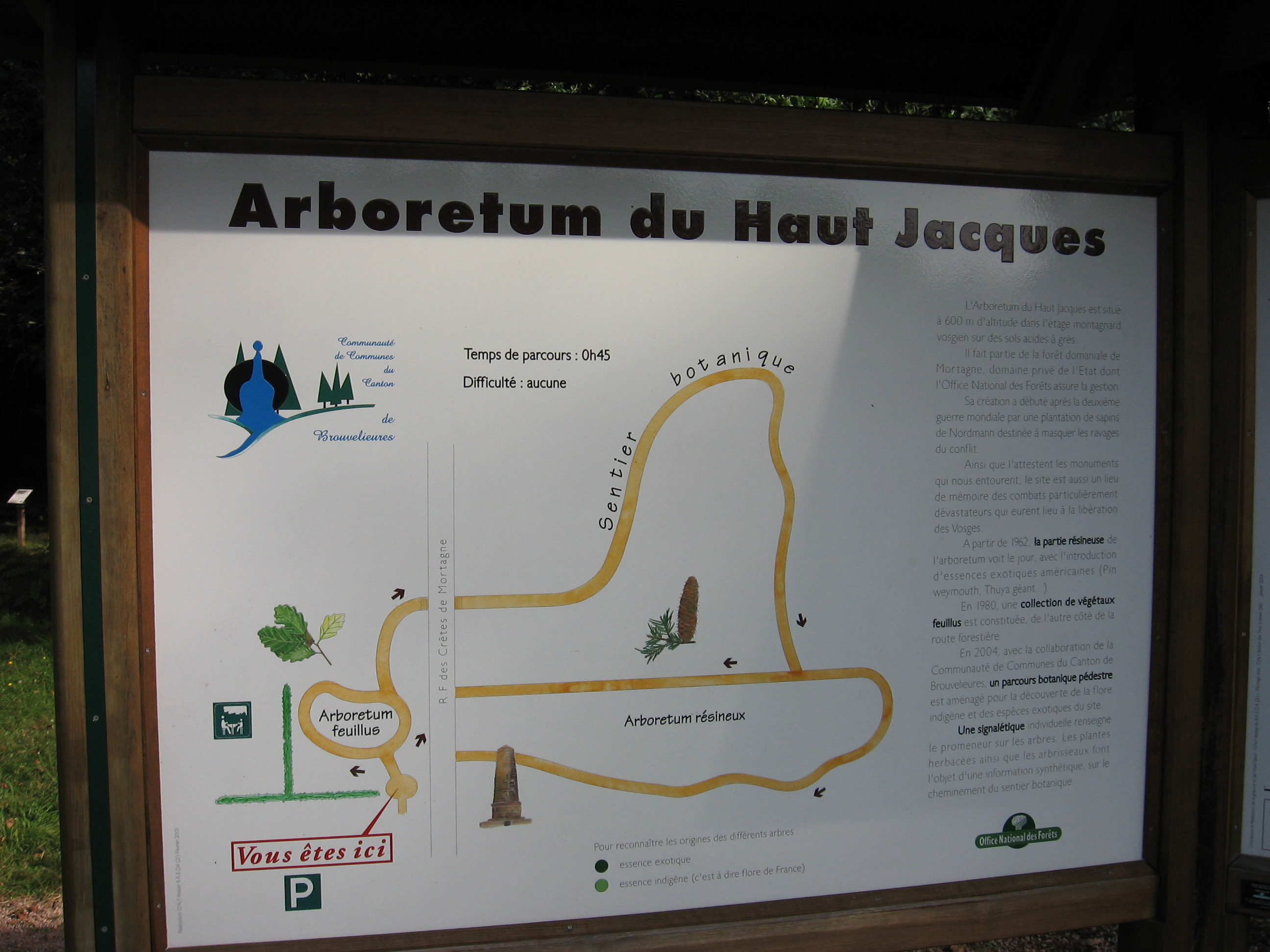
Ruta senderista del Arboretum du col du Haut-Jacques.

Está situado en el borde de la carretera "route nationale 420" en el col de Haut Jacques que permite franquear un pequeño cañón de la cadena montañosa de los Vosgos entre Saint-Dié y Brouvelieures, cerca de Bruyères.
- Altitud: 605 m s. n. m.;
- Días lluviosos: Promedio de 200 días de precipitaciones al año;
- Nieve: 112 días de cobertura de nieve;
- Promedio Anual de Precipitaciones: 1 900 mm,
- Temperatura media: 10,5 °C.

## Historia
Si Jacques procede del dialecto de los Vosgos Jèque, que significa el geai y de forma analógica se puede referir tanto al pájaro cantor como a un peregrino humano, Alta Jacques corresponde simplemente al (t)chemi saint Jèque o "Camino de Santiago", otro nombre de la Vía Láctea. El topónimo del puerto de montaña confirma el paso de peregrinos hacia Santiago de Compostela, y por contra, que atraviesa una zona forestal habitada principalmente por los marginados y por los enfermos con sufrimientos, lo que se conoce como la montaña de La Madeleine.
Abandonados por la fe o aceptados públicamente por la expiación, se suponía que los peregrinos titulares portadores de la concha de Santiago podían quitar el dolor, y el pecado de otros, así como el de las almas de los lamentablemente muertos, hasta los Finisterres del oeste e incluso más allá. Esta es la razón por la que los peregrinos religiosos no evitaron a estos desheredados de las tierras que otros viajeros ignoraban deliberadamente o eludían por miedo al contagio.
El puerto de montaña "Col du Haut-Jacques" era conocido por los peregrinos de antes de siglo XII, y después de la caída de estos caminos, especialmente por parte de madereros que acudían al "bois de Mortagne". De hecho, el camino antes de la creación de departamentos evita el "vallée de Taintrux" y el cruce directo de la montaña. Luego se unió a Champs y Bruyères por el sur, por Anozel y la Altos de Anould. Después de Biffontaine, atraviesa el valle Neuné. Esta antigua carretera corresponde aproximadamente a la forma en que fue el trazado del ferrocarril que se hizo antes de 1880 en Laveline-devant-Bruyères y Saint-Dié.
El "Col du Haut-Jacques" fue elegido para construir un monumento a la gloria de la Resistencia de los Vosgos, paralelamente el "Col du Haut-Jacques" fue elegido por la "Office national des Forêts" (Oficina Nacional de Silvicultura) para implantar un arboreto representativo de los Vosgos y para las aclimataciones de especies exóticas en la zona.
El arboreto fue creado en 1962 por la Office national des forêts (ONF) para recoger y cultivar tanto los representantes de especies indígenas de la cordillera de los Vosgos y de especies foráneas introducidas. Alberga tanto a especies de árboles de coníferas como de caducifolios, y ahora muestra también a plantas herbáceas de la zona.

## Colecciones
La plantación de abetos de Nordmannde la Segunda Guerra Mundial fue pensada inicialmente para ocultar los estragos del conflicto.
Desde 1962 se han efectuado plantaciones de coníferas exóticas de Norteamérica (pino de Weymouth, thuya gigante de California...)
En 1980 se crea una colección de planifolios en la otra vertiente de la carretera.
En 2004 se crea un sendero para caminar y permitir el descubrimiento de la flora local o más especies exóticas. Este fue creado con la ayuda de la Comunidad de municipios del Cantón de Brouvelieures.
El arboreto estaba inicialmente limitado a los árboles, actualmente la colección se ha ampliado a las plantas herbáceas de origen local o amantes de suelos ácidos.

Detalles
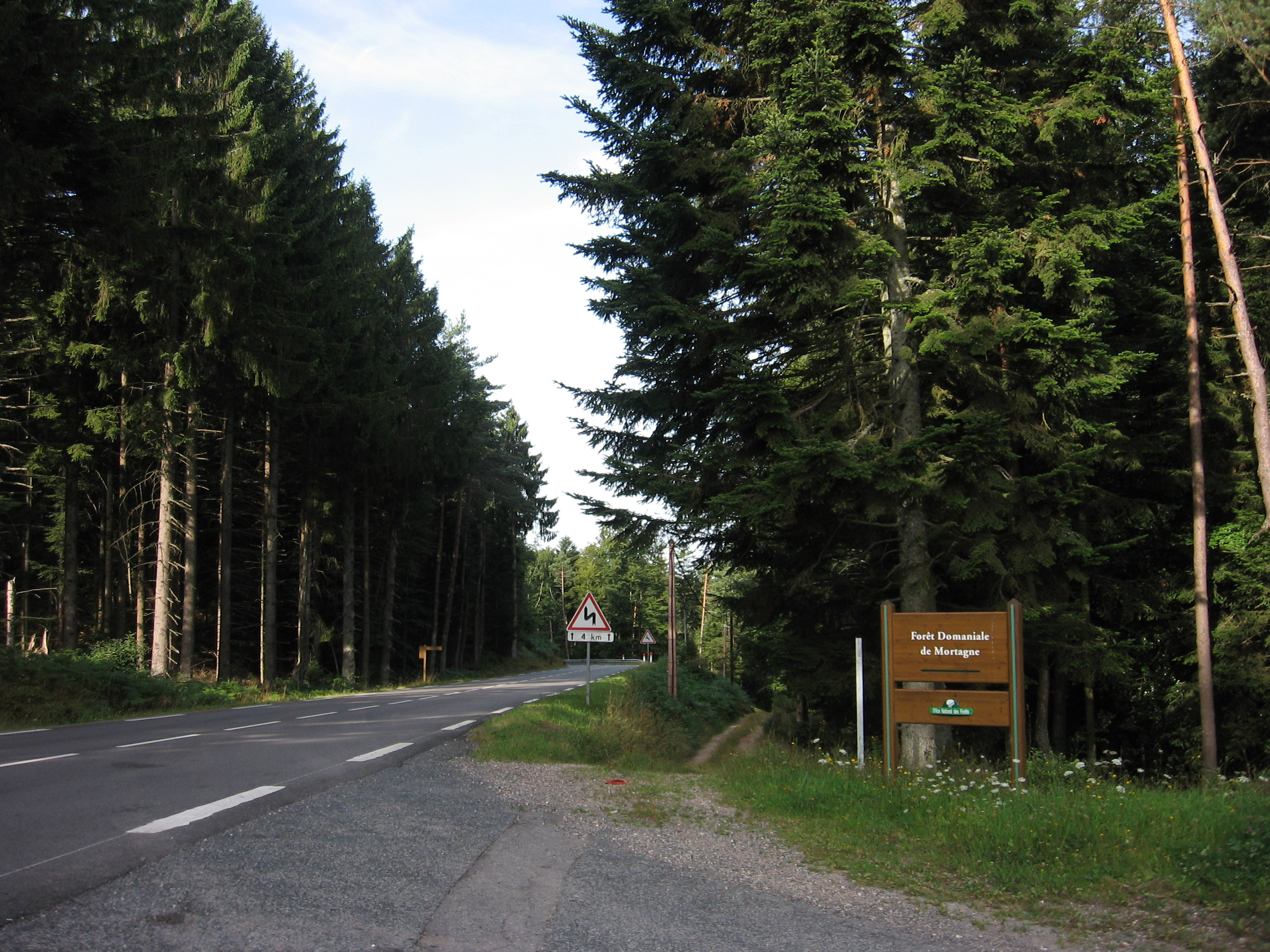
Foret domaniale de Mortagne.
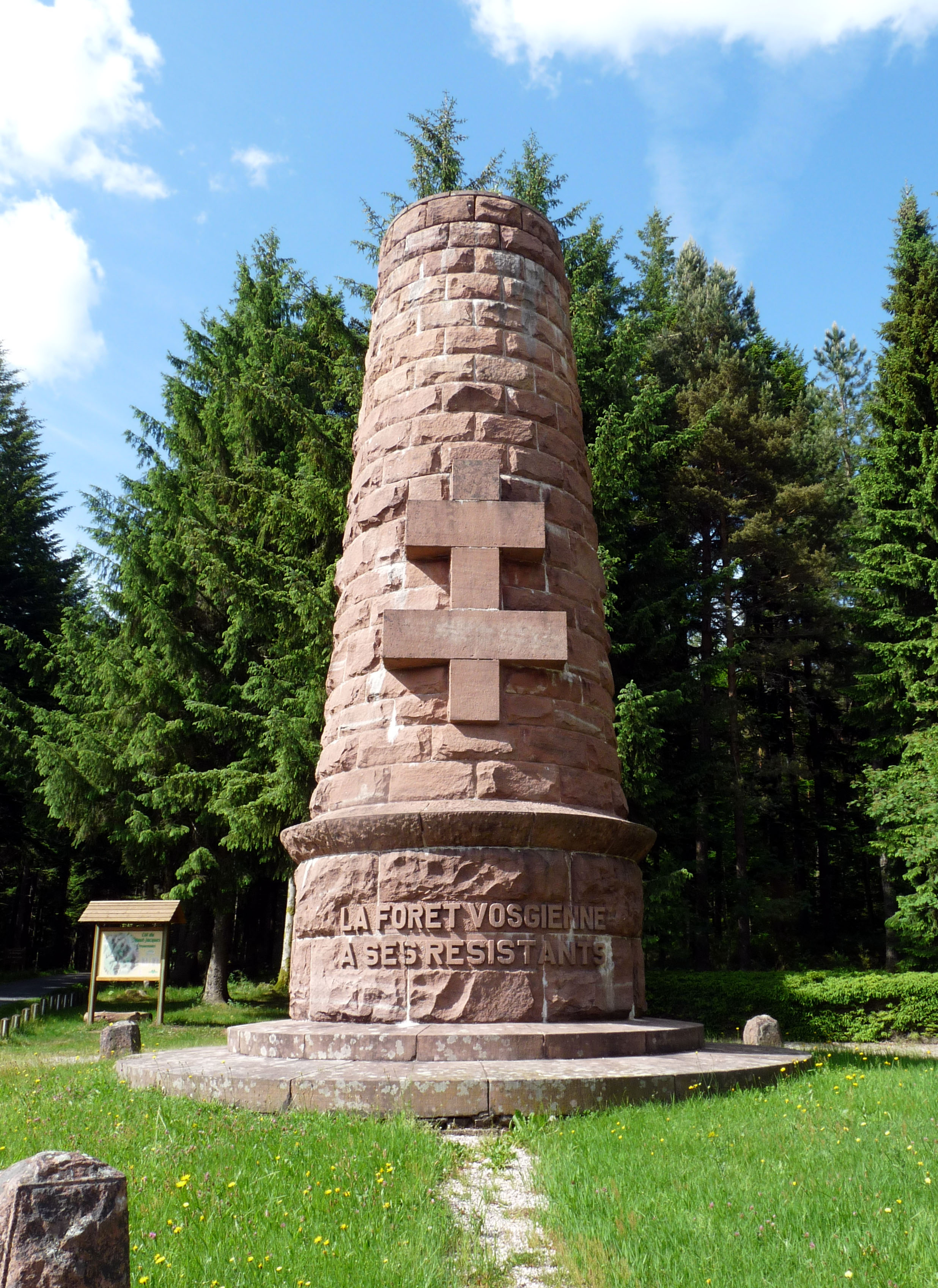
Haut Jacques-Monumento a la Resistencia.
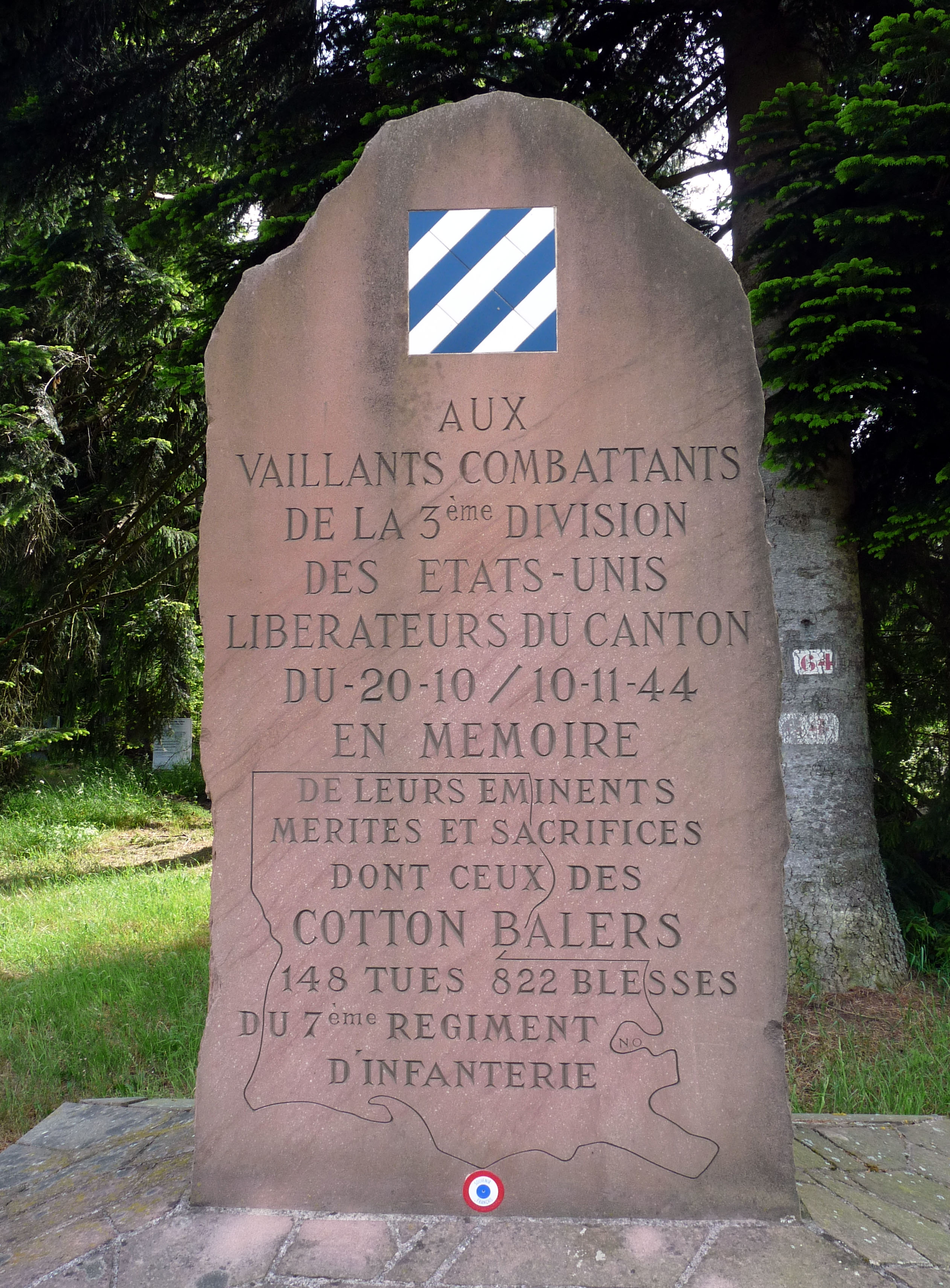
Estela dedicada a la 3.ª División de los Estados-Unidos.
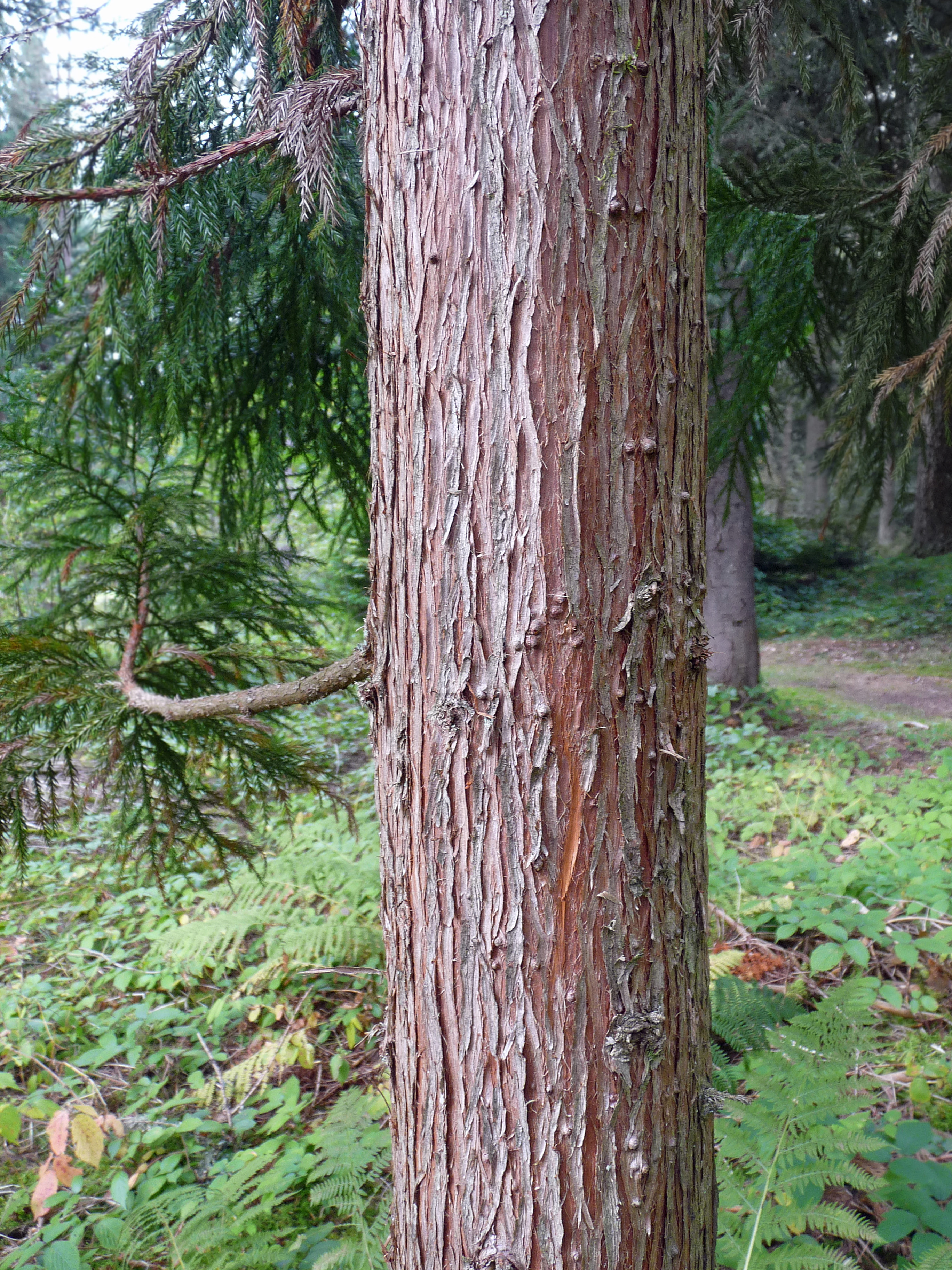
Tronco de Cryptomeria japonica.
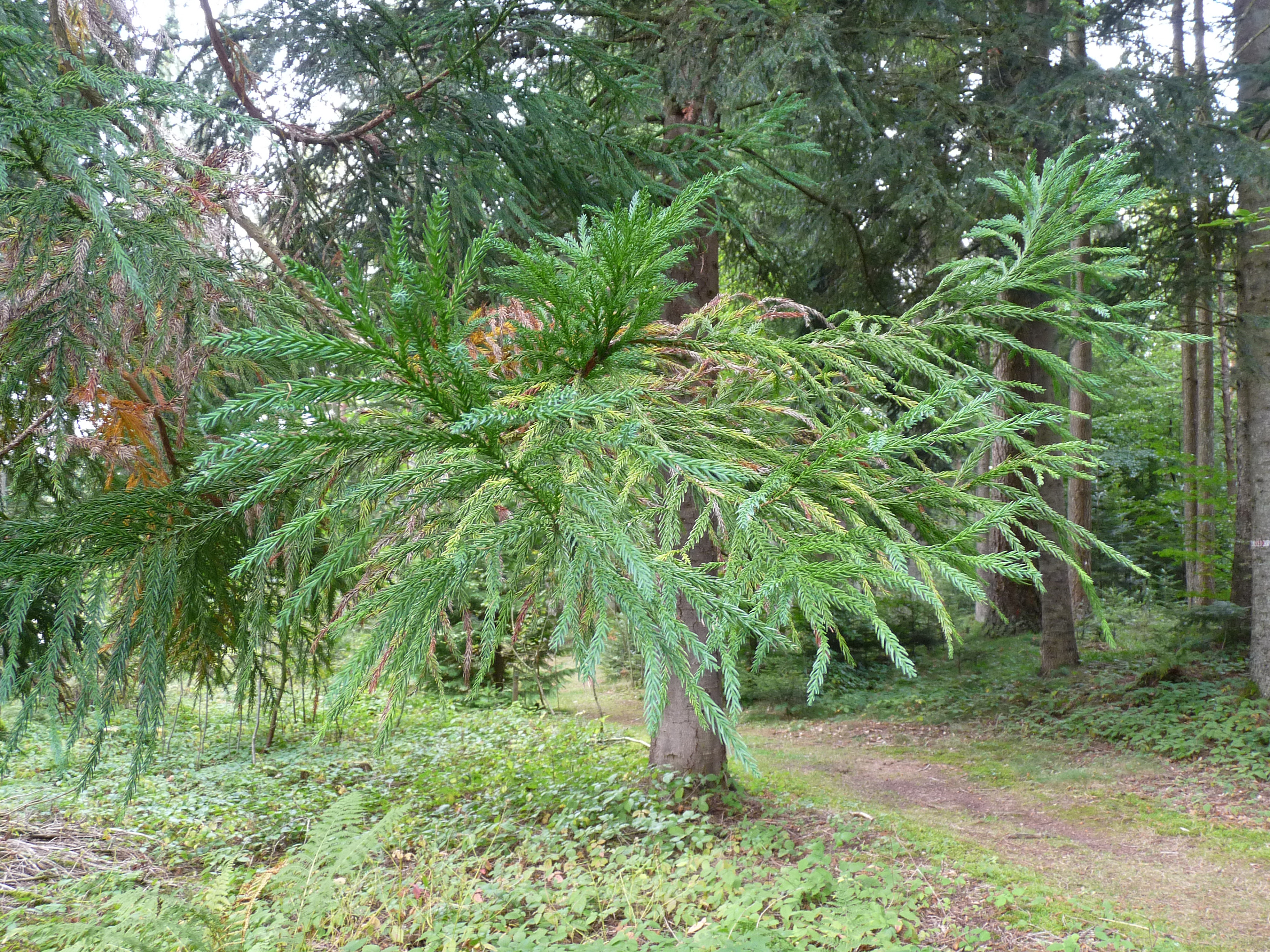
Cryptomeria japonica